# Luanshya (Sambia)
Luanshya ist eine Bergbaustadt in Sambia 30 Kilometer südwestlich von Ndola und 42 Kilometer südöstlich von Kitwe in der Provinz Copperbelt. Sie hat 193.293 Einwohner (2022) und liegt 1200 Meter über dem Meeresspiegel. Sie ist Sitz der Verwaltung des gleichnamigen Distrikts.

## Geschichte
Luanshya hat das älteste Kupferbergwerk Sambias. Als William Collier, dessen Denkmal noch heute in der Stadt steht, bei der Jagd am Fluss Luanshya 1902 an dessen Ufer Kupfer entdeckte, war das der Anfang. Die Roan-Antilope, die er geschossen hatte, lag mit dem Kopf auf einem Stein, in dem die Erzader deutlich erkennbar war.
1930 entstand die erste Bergarbeitersiedlung. Dies gilt als Gründung von Luanshya. Die Stadt entwickelte sich um zwei Zentren herum, das Bergwerk und das Verwaltungszentrum.
Während der Kolonialzeit spielte sie eine führende Rolle in der Arbeiterbewegung, deren Ziel war, Löhne und Lebensbedingungen der Arbeiter zu verbessern.

## Wirtschaft
Das Unternehmen, das fortan die Kupfervorkommen erschloss, hieß dementsprechend Roan Antelope Copper Mines Ltd. Heute gehört sie zu den Zambia Consolidated Copper Mines und ist weiterhin eines der ergiebigsten Vorkommen. Auch Luanshya Copper Mines Plc. arbeitet noch. Die Kupferschmelze hat ihren Betrieb eingestellt. Dennoch produzierten die Luanshya- und die Baluba-Minen 1996 48.345 Tonnen Kupfer und 1216 Tonnen Kobalt.
Während des 20. Jahrhunderts wurde große Kupfermengen aus dem Boden gewonnen und die Stadt prosperierte. Erst mit dem Fall der Weltmarktpreise für Kupfer in den 1990er Jahren wurde die Kupferproduktion unwirtschaftlich, und die Stadt verlor fast ein Fünftel ihrer Einwohner.

## Infrastruktur
Luanshya hat Grund- und Sekundarschulen, eine Schule für Behinderte, Krankenhäuser, ein Technisches Berufsschullehrer-Kolleg (Luanshya Technical and Vocational Teachers College, TVTC). Die vorherrschende Sprache ist Bemba.

## Demografie
| Jahr | Einwohnerzahl |
| ---- | ------------- |
| 1963 | 75.300        |
| 1969 | 96.300        |
| 1974 | 121.000       |
| 1990 | 118.143       |
| 2000 | 115.579       |
| 2010 | 130.076       |
| 2022 | 193.293       |

## Söhne und Töchter der Stadt
- David Webster (1945–1989), südafrikanischer Anthropologe und Anti-Apartheid-Aktivist
- James Chamanga (* 1980), sambischer Fußballspieler
- Miguel Chaiwa (* 2004), sambischer Fußballspieler